# Воскресенка (Ижморский район)
Воскресе́нка — село в Ижморском районе Кемеровской области. Входит в состав Троицкого сельского поселения.

## География
Центральная часть населённого пункта расположена на высоте 188 м над уровнем моря.

## Население
| 2010 |
| ---- |
| 272  |

### Половой состав
По данным Всероссийской переписи населения 2010 года, в селе Воскресенка проживало 272 человека (122 мужчины, 150 женщин).